# Concert per a violí núm. 1 (Tubin)
El Concert per a violí núm. 1 en re major va ser compost per Eduard Tubin el 1941. Va ser estrenat el 3 d'octubre de 1942 al Teatre Vanemuine de Tartu pel violinista i dedicatari Evald Turgan, amb l'Orquestra Simfònica de Vanemuine dirigida pel mateix compositor. Té una durada aproximada de 26 minuts.

## Moviments
- Allegro, ma molto moderato
- Andante sostenuto
- Allegro vivace, quasi presto

## Origen i context
El Primer Concert per a violí va ser la primera obra composta després l'ocupació alemanya. Tot i ser la seva primera composició després de la invasió i els combats urbans que van seguir a Tartu, és una obra lírica i íntima que no aborda temes relacionats amb la guerra. Van ser tres anys molt productius per a Tubin malgrat les dificultats que van comportar aquest període. A més del concert per a violí, va escriure dues simfonies, la Sonatina per a piano i una suite per a violí. Com a director principal del Vanemuine, en aquesta època va escriure una òpera inacabada i música incidental per a dues obres de teatre.
Tubin el va escriure entre el 6 i el 23 de desembre de 1941, just abans de la visita que li va fer Turgan el dia de Nadal. Tubin li va donar com a regal la part solista i la partitura per a piano del concert que li acabava de dedicar. Turgan ja havia interpretat diverses estrenes de les seves peces per a violí a la dècada de 1930.

## Representacions
Després de l'estrena, el concert va ser un èxit immediat i es va interpretar durant la guerra a Tallinn, interpretat per la jove violinista estoniana Carmen Prii Berendsen sota la direcció d'Olav Roots, i també a Riga, Königsberg, Breslau, Stuttgart i Hilversum.

## Instrumentació
El concert està escrit per a una orquestra gran estàndard, sense instruments doblats, concretament: 	2 flautes, 2 oboès, 2 clarinets, 2 fagots - 4 trompes, 3 trompetes, 3 trombons, 1 tuba, percussió, arpa i cordes.